# Anablysis longicerca
Anablysis longicerca är en insektsart som beskrevs av Marius Descamps 1979. Anablysis longicerca ingår i släktet Anablysis och familjen gräshoppor. Inga underarter finns listade i Catalogue of Life.